# Ravine Gardel
La ravine Gardel, également appelée ravine d'Arles, est un cours d'eau de Grande-Terre en Guadeloupe se jetant dans la rivière d'Audoin.

## Géographie
Longue de 8,4 km, la ravine Gardel prend sa source sur le territoire de la commune de Saint-François, coule vers le nord-ouest sur le territoire de la commune du Le Moule où elle s'évase pour former le lac Gardel – grâce à l'aménagement d'une petite digue de retenue sur son cours dite « barrage de l'Étaye » –, reçoit les eaux de la ravine Portland puis devient un affluent de la rivière d'Audoin quasiment à son embouchure.